# 霊仙院
霊仙院（れいせんいん） / 千代姫（ちよひめ）は、江戸幕府3代将軍・徳川家光の長女で、尾張藩2代藩主・徳川光友の御簾中。4代将軍・家綱、甲府藩藩主・綱重、5代将軍・綱吉の異母姉である。

## 生涯
寛永14年（1637年）閏3月5日、江戸で誕生した。母は側室・於振之方（岡氏、自証院）。
同年7月16日に宮参りを行い、天海により千代姫と命名された。同15年（1638年）2月20日、徳川光友と縁組し、同16年（1639年）9月21日、尾張藩の市谷藩邸に輿入れした。
（以上は、『徳川諸家系譜』所収「幕府祚胤伝」および『史料綜覧』による。『徳川諸家系譜』所収「徳川幕府家譜」では、寛永16年（1639年）9月21日、光友と縁組、正保2年（1645年）に輿入れ、同4年（1647年）12月29日に婚姻としている）
正保2年（1645年）12月11日、水痘にかかる。同3年（1646年）5月、麻疹にかかる。同年6月には回復した模様。
承応元年（1652年）8月2日に長男・綱誠（後の尾張藩藩主）、明暦元年（1655年）5月19日に長女・豊姫（早世）、同2年（1656年）11月9日に次男・松平義行（後の高須藩藩主）、万治元年（1658年）6月1日に次女・直姫（早世）を生んだ。
側室所生の松平義昌（陸奥国梁川藩藩主、生母は樋口信孝女）、松平友著（川田窪松平家当主、生母は鈴木氏）は千代姫の養子となっている。
慶安4年（1651年）、父・家光が死去した際、遺金2万両と茶壺を賜っている。
元禄11年（1698年）12月10日、江戸・市ヶ谷屋敷で死去した。62歳。増上寺に葬られた。法名は霊仙院長誉慈光松月大姉（「徳川幕府家譜」では「霊仙院殿長誉松月慈光〔ママ〕大姉」としている）。

### 死後
平成8年（1996年）に、徳川美術館所蔵の千代姫所用の婚礼調度（初音の調度及び他の調度、文書類）が国宝に指定された。製作に当たったのは幕府お抱えの蒔絵師である幸阿弥派の幸阿弥長重であり、千代姫が誕生した寛永14年から発注を受け、2年以上の月日を費やして製作したという。調度のデザインは岩佐又兵衛が家光に呼び寄せられて担当したという説があるが疑問視されている。

## 子孫ほか
千代姫には3人の異母弟（家綱、綱重、綱吉）がいたが、いずれの子孫も断絶しているため、家光の血筋で現在にまで伝わるのは、女系の千代姫の血筋のみである。第126代天皇徳仁や多くの大名家や公家、旧皇族などにも繋がる。
1600年の関ヶ原の戦いは東軍総大将の徳川家康と西軍の中心となった石田三成が覇権を争ったことで知られるが、千代姫にとって家康は曽祖父に、三成は高祖父に当たる。

## 家臣
光義に嫁ぐ前からの千代姫付きの家臣として、『史料綜覧』は大橋親善を記している。大橋は、千代姫の結婚直前の寛永16年（1639年）9月18日、幕府から1000石を加増され、計2120石余を与えられている。